# Jermyn Street

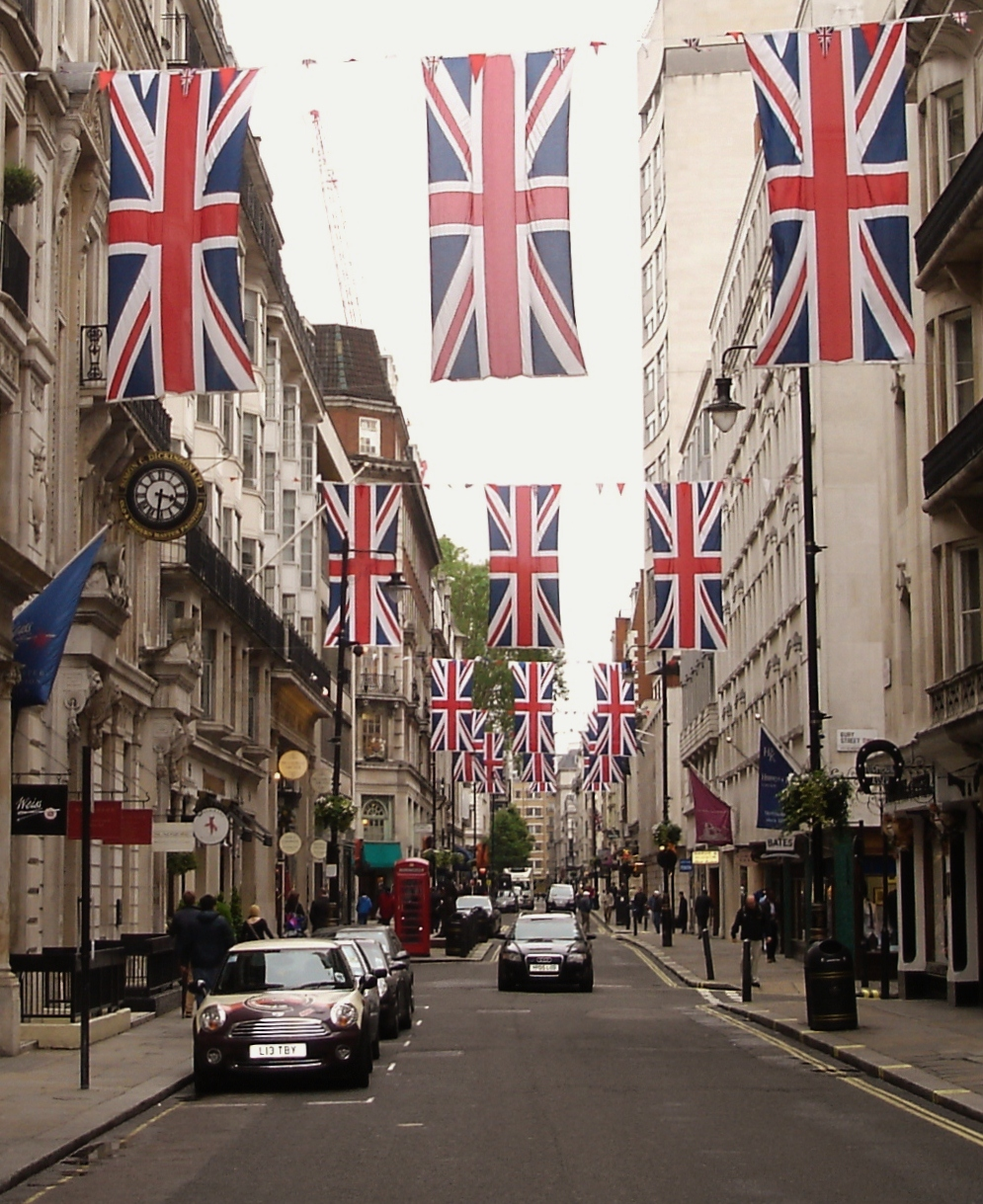
Jermyn Street, flaggprydd under drottning Elizabeth II:s diamantjubileum 2012.

Jermyn Street är en gata i centrala London. Den löper parallellt med Piccadilly från St. James's Street till Haymarket. Jermyn Street är känd som centrum för butiker som måttsyr eller skräddarsyr finare herrkläder, särskilt skjortor. 
De mest kända märkena som finns längs gatan är Turnbull & Asser, Harvie & Hudson, Thomas Pink, Charles Tyrwhitt och T.M. Lewin.